# Chipping Sodbury
Chipping Sodbury ist ein Ort in der Unitary Authority South Gloucestershire in England. Chipping Sodbury hat 6.660 Einwohner (2001) und liegt in der Nähe von Bristol.
Der Ort wurde im 12. Jahrhundert von William Cassius, Lord of Sodbury, gegründet und war von jeher ein Marktort; daher rührt auch der Namensbestandteil Chipping. Die Hauptstraße wird von einer Häuserreihe aus dem 17. Jahrhundert gesäumt; außerdem gibt es ein um 1460 errichtetes Haus aus der Tudorzeit. Chipping Sodbury wurde 1903 von der Great Western Railway an das Eisenbahnnetz angeschlossen; der Bahnhof wurde 1961 geschlossen.
Chipping Sodbury gehörte früher zur Grafschaft Gloucestershire. 1974 wurde der Ort eine Stadt in der neu gebildeten Grafschaft County of Avon und war Teil des Distrikts Northavon. Diese Grafschaft wurde jedoch 1996 aufgelöst; seitdem gehört Chipping Sodbury zur selbständigen Gebietskörperschaft (Unitary Authority) South Gloucestershire.
Eine Reihe von Quellen geben Chipping Sodbury als den Geburtsort der Harry-Potter-Autorin Joanne K. Rowling an, anderen Quellen (u. a. ihrer offiziellen Website) zufolge ist sie jedoch im Nachbarort Yate geboren.

## Söhne und Töchter der Stadt
- Philip Bliss (1787–1857), Antiquar
- Joe Fry (1915–1950), Autorennfahrer